# Leonzio (usurpatore)
Leonzio (in latino Leontius; in greco antico: Λεόντιος?, Leòntios; ... – Seleucia sul Calicadno, 488) fu un usurpatore dell'imperatore romano d'Oriente Zenone.

## Biografia
Leonzio era di origine siriana (proveniva da Dalisandos) e sotto Zenone divenne magister militum per Thracias (comandante in capo delle truppe imperiali in Tracia).
Nel 484, il generale di origine isaurica Illo decise di rompere i rapporti con l'imperatore Zenone, anche lui isaurico: l'imperatore gli mandò contro Leonzio, ma Illo riuscì a convincere Leonzio a passare dalla sua parte. Zenone non incontrava il favore del popolo di Costantinopoli, un attore importante della politica bizantina, in quanto isaurico e dunque barbaro (per questa ragione aveva già subito una usurpazione nel 475/476, ad opera di Basilisco); Illo decise allora di non prendere per sé la porpora ma di elevare al trono Leonzio.
L'incoronazione di Leonzio ebbe luogo a Tarso il 19 luglio 484 — Il giorno fu scelto seguendo i consigli di alcuni astrologi, affinché fosse propizio —, per mano dell'imperatrice vedova Verina, la quale inviò poi una lettera ai governatori delle diocesi di Oriente e di Egitto con l'ordine che accettassero l'usurpatore come imperatore. Leonzio fu riconosciuto ad Antiochia, dove entrò il 27 luglio, e in alcuni altri posti; ebbe persino il tempo di nominare dei funzionari e di coniare delle monete, prima di fronteggiare la reazione di Zenone.
L'esercito di Zenone, costituito da truppe romane e ostrogote e comandato da Teodorico l'Amalo o da Giovanni il Goto, sconfisse l'esericito ribelle ad Antiochia (8 agosto) e forzò Illo e Leonzio a rinchiudersi all'interno della fortezza di Papurius, dove gli insorti resistettero per quattro anni. Nel 488 la fortezza cadde per tradimento; Leonzio fu messo a morte, decapitato a Seleucia sul Calicadno (moderna Silifke), e la sua testa fu inviata a Zenone.
L'usurpazione di Leonzio e Illo ebbe anche un connotato religioso. Sebbene entrambi fossero cristiani, la loro rivolta cercò ed ebbe il sostegno dei pagani, o per lo meno di alcuni di loro, tra cui il poeta, filosofo e indovino Pamprepio, nominato magister officiorum di Leonzio.